# Лазулит
Лазули́т (составное слово от араб. azul‎ — «синева» и др.-греч. λίθος — «камень»), также голубой полевой шпат:109 или азу́рный шпат (англ. azure spar):14 — минерал голубого или синеватого цвета, по составу представляющий собой водный фосфат железа и алюминия.

## Происхождение названия
Так же, как и в случае лазурита, ляпис-лазури, азурита и лазури вообще, название минерала недвусмысленно указывает на его синий цвет. Арабское слово лазурь, lazward (араб. azul‎ — «синева», нередко обозначает ясное дневное небо, а чаще используется для обозначения чего-то синего; перс. ladjverd‎ — «синий камень», др.-греч. λίθος — «камень»). Позднее, уже в средневековье, через посредство латыни это слово приобрело современные формы звучания: лазурит, азурит, лазулит и ляпис-лазурь. И в самом деле, окраска перечисленных минералов весьма схожа и является лазурной, в той или иной мере.
Старые названия лазулита, сделавшиеся тривиальными после введения международной номенклатуры в минералогии, как минимум, в двух случаях заключают в себе слово шпат. Однако они, имея в основном отношение к описательной минералогии и горному делу, не должны вводить в заблуждение. Название голубой полевой шпат:109 использовалось несмотря на то, что лазулит по своему составу не имел отношения ни к полевым шпатам, ни даже к фельдшпатоидам. Менее «строгое» название азурный шпат:14 в XVII—XIX веках причисляло лазулит к группе из нескольких минералов голубого или ярко-синего цвета, имеющих сходное применение.

## Состав и свойства
По своему химическому составу лазулит представляет собой железо-(магниево)-алюминиевый фосфат, в котором та или иная часть ионов железа обычно заменяется ионами магния. При этом стойкий голубой (или реже синий) цвет лазулита обусловлен наличием именно железа, таким образом, магний в составе минерала ослабляет и гасит его окраску.
Кристаллы лазулита относятся к моноклинной сингонии, показатели преломления равны примерно 1,61 и 1,64. Минерал обладает отчётливо проявляющимся плеохроизмом, причём окраска по одному из основных оптических направлений отсутствует (бесцветная), а по двум другим — лазурно-голубая.
Удельный вес «чистого» лазулита около 3,1. Твёрдость колеблется от 5 до 6 по шкале Мооса (в зависимости от примесей).

## Месторождения
Как правило, лазулит встречается в виде зернистых масс в составе других минералов, например, в кварцитах или в кварцевых или пегматитовых жилах. В этих случаях он может использоваться как поделочный камень. Известны находки прозрачных пирамидальных кристаллов лазулита, пригодных для ювелирной огранки. Например, подобные кристаллы встречаются на территории Бразилии (штат Минас-Жерайс). В Европе образцы лазулита находят в западной части Австрии и на территории Швейцарии. В США такие находки характерны для Калифорнии и Северной Каролины. Обнаружен лазулит также и в Канаде (Юкон), однако крупные месторождения лазулита в мире неизвестны.